# 蜂須賀明美
蜂須賀明美（はちすか あけみ）は、日本の陸上競技選手。1980年代前半の日本スプリント界をリードしたマルチスプリンターである。群馬県出身。
群馬県立中之条高等学校に入学後、素質が開花。日本のトップ選手に成長した。
1984年8月30日、中華人民共和国の上海で行われた日中ジュニアに日本代表として出場。4×400mRで佐藤陽子・蜂須賀・北村貴子・小野富美子とつないで3分41秒39の日本高校新記録を樹立した。また、同じ日に4×100mRにも出場。立野君香・蜂須賀・北村・小野とつないで日本高校歴代2位の好記録をマークした。
1984年11月3日、静岡県浜松市で行われた浜松中日カーニバルで4×200mRに出場。蜂須賀・北林美由紀・磯貝美奈子・立野とつないで1分39秒66の日本高校最高記録を樹立した。
記録樹立から20年以上経過した2006年5月現在でも、上記の記録は未だに日本高校記録・日本高校最高記録として残っている。
4×800mRで日本記録を樹立した津金沢利美とはじっ懇の間柄。